# Sclerotium roseum
Sclerotium roseum är en svampart som beskrevs av Moug. ex Fr. 1828. Sclerotium roseum ingår i släktet Sclerotium och riket svampar.   Inga underarter finns listade i Catalogue of Life.